# Хуайбей
Хуайбей (на китайски: 淮北) е градска префектура в провинция Анхуей, Източен Китай. Административният метрополен район, който включва и града, е с население от 2 114 276 жители, а градското население е 932 000 жители. Общата площ на административния метрополен район е 2725 кв. км. Намира се в часова зона UTC+8. Телефонният му код е 561. МПС кодът е 皖F. Градът е богат на природни ресурси като мрамор, желязо, мед, злато, сребро, въглища и други.